# Sd.Kfz. 7
потужність: 140 к.с. (89 кВт)
питома потужність: 12,3 к.с./т (9,1 кВт/т);
Sd Kfz 7 (скор. від нім. Sonderkraftfahrzeug 7; також нім. mittlerer Zugkraftwagen 8t — «середній тягач 8-тонний») — німецька напівгусенична вантажівка періоду Другої світової війни. Машина передусім відігравала роль артилерійського тягача, бувши стандартним засобом для переміщення 88-мм зенітних гармат Flak 18/36/37 та 105-мм і 150-мм польових гармат.
Машину розробила компанія Krauss-Maffei, її раннє виробництво розпочалось 1932 року. Пізніше до виготовлення залучили компанії Büssing-NAG та Daimler-Benz, усього виготовлено понад 12 тисяч машин. Італія впродовж 1942—1944 випускала копії цієї машини Fiat 727 SC та Breda Tipo 61.
Існувала зенітна самохідна установка Sd Kfz 7/1 зі встановленою зчетвереною 20-мм зенітною гарматою 2 cm Flakvierling 38. Ці машини могли мати броньовану або неброньовану кабіну. Виготовлено близько 750 одиниць.

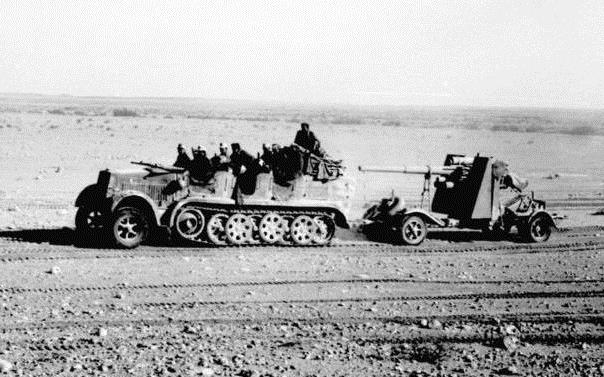
Sd Kfz 7 буксирує 88-мм зенітну гармату в Північній Африці
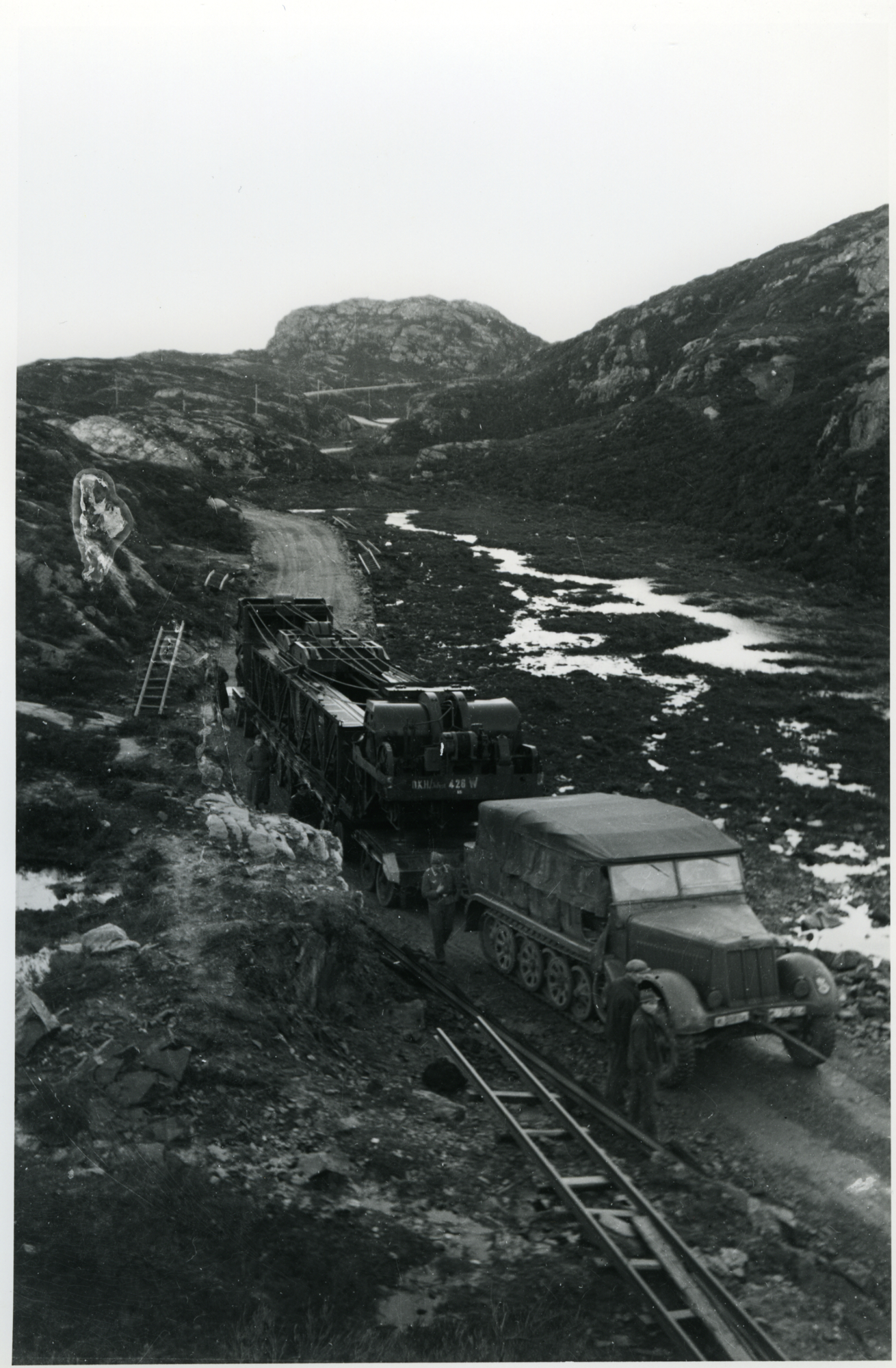
У покритому вигляді
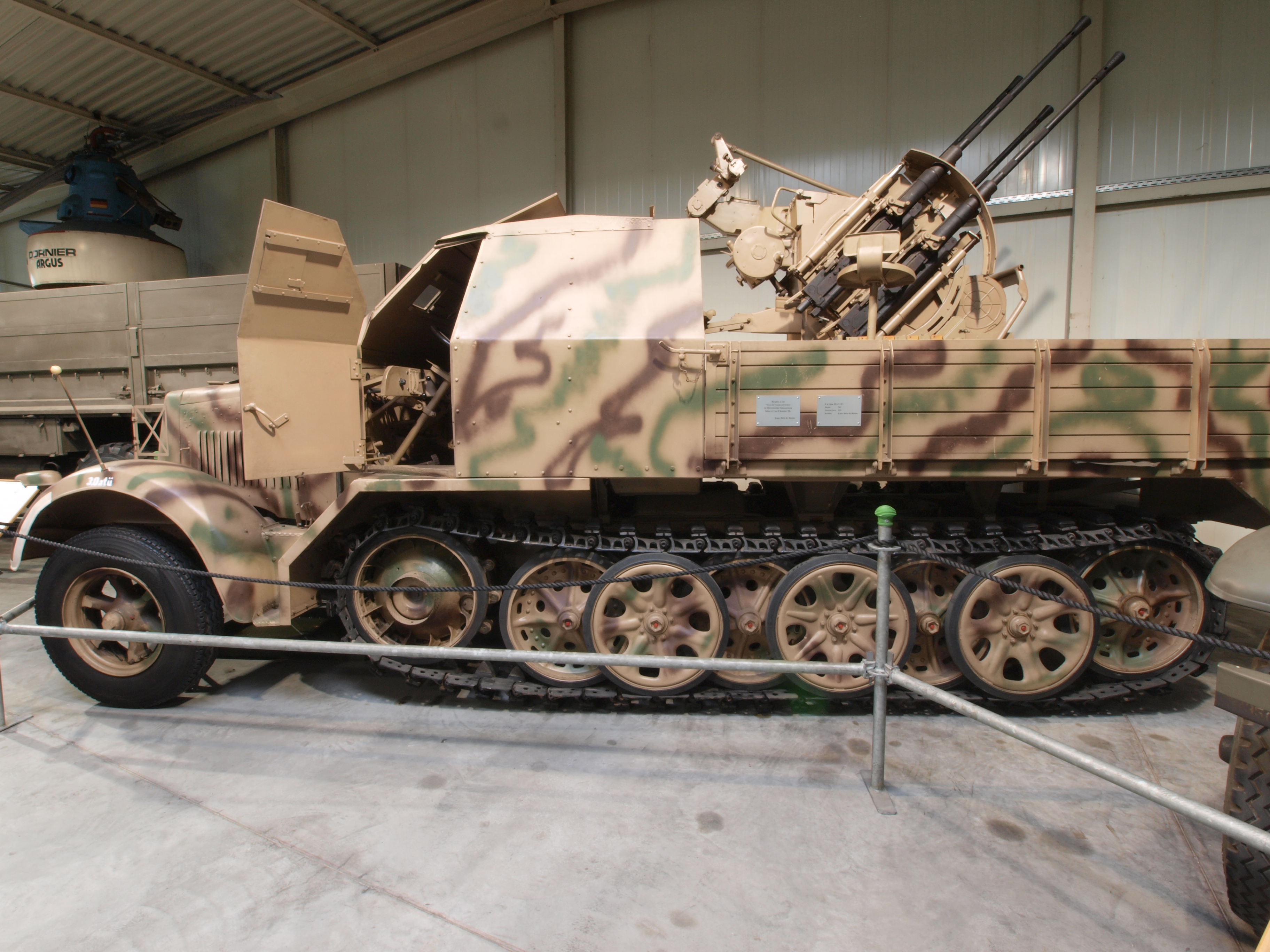
Зенітна самохідна установка Sd Kfz 7/1